# ポカテッロ地域空港
ポカテッロ地域空港（英: Pocatello Regional Airport、(IATA: PIH, ICAO: KPIH)）とは、アメリカアイダホ州パワー郡ポカテッロ市の西13キロメートルにある公共空港である。
この空港は2本の滑走路を有する。ポカテッロ陸軍飛行場（第二次世界大戦時の訓練基地）の跡地に建設されており、基地の設備の大半は取り壊されているが、4つの大きなハンガーが現存している。この空港はまた国立気象局ポカテッロ事務所 (National Weather Service Pocatello Office) の本部でもある。

## 就航航空会社と就航都市
| 航空会社                                             | 就航地             |
| ---------------------------------------------------- | ------------------ |
| デルタ・コネクション（スカイウェスト航空による運行） | ソルトレイクシティ |

## 歴史
1943年、ポカテッロ陸軍飛行場（英: Pocatello Army Airfield）が第2空軍の重爆撃機（B-17、B-24）の訓練基地として建設された。
1949年、それは余剰財産 (surplus property) となり、ポカテッロ市が商用空港を建設するために取得した。
ウェスタン航空は一時期ポカテッロに就航していたが、1974年から1981年の間のいつかにそのサービスを中止した。合併直前の1987年3月には、ウェスタン航空は、スカイウエスト航空の運航によりウェスタン・エクスプレス (Western Express) として就航していた。
ホライゾン航空は2006年1月7日までポカテッロに就航していた。当初1983年開設のソルトレイクシティ便としての就航であったが、1984年からはポカテッロとボイシ空港を結ぶルートに変更された。
ビッグスカイ航空はホライゾン航空がサービスを中止した日から2007年3月30日までポカテッロに就航していた。